# 阿米拉 (滨海阿尔卑斯省)
阿米拉（法語：Amirat，法語發音：[amiʁa]）是法国滨海阿尔卑斯省的一个市镇，属于格拉斯区。

## 地理
阿米拉（43°53'26"N, 6°49'27"E）面积12.95 平方千米，位于法国普罗旺斯-阿尔卑斯-蓝色海岸大区滨海阿尔卑斯省，该省份为法国东南部沿海省份，南濒地中海，西南至瓦尔省，西北接上普罗旺斯阿尔卑斯省，北部和东部与意大利接壤。
与阿米拉接壤的市镇（或旧市镇、城区）包括：瓦勒德沙尔瓦涅、拉罗谢特、布里扬索内、科隆格、加尔、莱米茹勒。

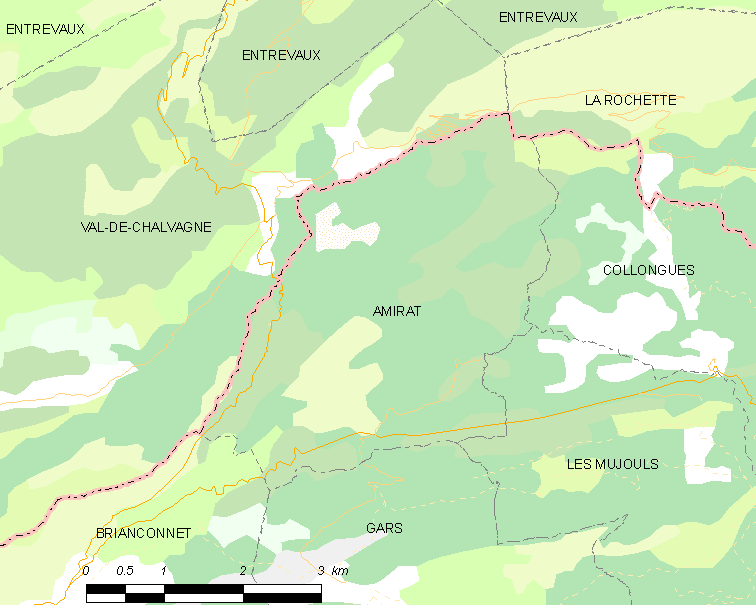
的OSM定位图

阿米拉的时区为UTC+01:00、UTC+02:00（夏令时）。

## 行政
阿米拉的邮政编码为06910，INSEE市镇编码为06002。

## 政治
阿米拉所属的省级选区为格拉斯第一县。

## 人口

1962-2008年间人口变化图示

阿米拉于2022年1月1日时的人口数量为49人。